# Stazione di Matsushima
La stazione di Matsushima (松島駅?, Matsushima-eki) è una stazione ferroviaria situata nella città di Matsushima, nella prefettura di Miyagi, ed è servita dalla linea principale Tōhoku della JR East.

## Storia
La stazione di Matsushima è stata realizzata negli anni '50 durante il raddoppio e potenziamento della linea Tōhoku, sostituendo la stazione precedente presente in questa zona. Inizialmente l'impianto era chiamato stazione di Shin-Matsushima, e passò al nome attuale nel 1962. La stazione è a circa 1 km di distanza dalla stazione di Takagimachi della linea Senseki, e si prevede di realizzare una bretella di collegamento fra le due stazioni per accorciare la distanza fra la stazione di Ishinomaki e quella di Sendai come soluzione temporanea in attesa del ripristino della linea Senseki, danneggiata dal terremoto e maremoto del Tōhoku del 2011.

## Linee ferroviarie
East Japan Railway Company
■ Linea principale Tōhoku

## Struttura
La stazione è dotata di un marciapiede a isola e uno laterale con tre binari passanti in superficie (il binario 2 è usato promiscuamente per entrambe le direzioni), ed è dotata di tornelli di accesso automatici e supporto alla biglietteria elettronica Suica. La biglietteria è aperta dalle 6:40 alle 21:00.
| 1-2 | ■ Linea principale Tōhoku | per Sendai, Shiroishi e Fukushima   |
| 2-3 | ■ Linea principale Tōhoku | per Kashimadai, Kogota e Ichinoseki |

## Stazioni adiacenti
| «                                                   | Servizio                | »                       |
| Linea principale Tōhoku                             | Linea principale Tōhoku | Linea principale Tōhoku |
| --------------------------------------------------- | ----------------------- | ----------------------- |
| Shiogama                                            | Locale                  | Atago                   |
| Il Rapido "Sanriku" e il Rapido diretto non fermano |                         |                         |